# ایرینا پامیالوا
ایرینا پامیالوا (بلاروسی: Ірына Уладзіміраўна Памялова؛ زادهٔ ۵ آوریل ۱۹۹۰) قایقران کانو زن اهل بلاروس است.
وی در مسابقات کشوری و بین‌المللی در مجموع برندهٔ ۱ مدال طلا، ۱ مدال نقره، ۲ مدال برنز شده‌است.